# Естрович Віктор Абрамович
Естро́вич Ві́ктор Абра́мович (1881, м. Россієни — 1941, м. Харків) — видатний український архітектор, що працював у Харкові з 1912 року.

## Біографія
Естрович Віктор Абрамович народився в єврейській родині в м. Россієни (нині Расейняй) Ковенської губернії, у 1881 році. (нині Литва).
В місті Ростов-на-Дону закінчив реальне училище, тобто училище, що готувало середній технічний персонал.
Навчався в Петербурзькому Інституті цивільних інженерів і закінчив його у 1907 році, отримав звання інженера-архітектора.
Розпочав власну працю архітектора в місті Олександрівськ (нині Запоріжжя в Україні), де вибудував багатоповерховий житловий будинок, два перші поверхи котрого відвели під банк.
Працював у Харкові з 1912 року. Починав працювати в стилі неоренесанс, вживав модернізовані форми історичних стилів, практикував різні напрями модерну.
 Все життя архітектора надалі було пов'язане з містом Харковом. Первісно мешкав на вулиці Римарській, буд. 6 (до 1927 року). З 1928 року мешкав у будинку «Червоний банківець» (вулиця Алчевських, 6, Харків), який був збудований за його проєктом.

У Харкові був членом Українського художньо-архітектурного відділу Харківського літературно-художнього гуртка (1912 року заснування), що об'єднував кращих творчих представників і митців міста.

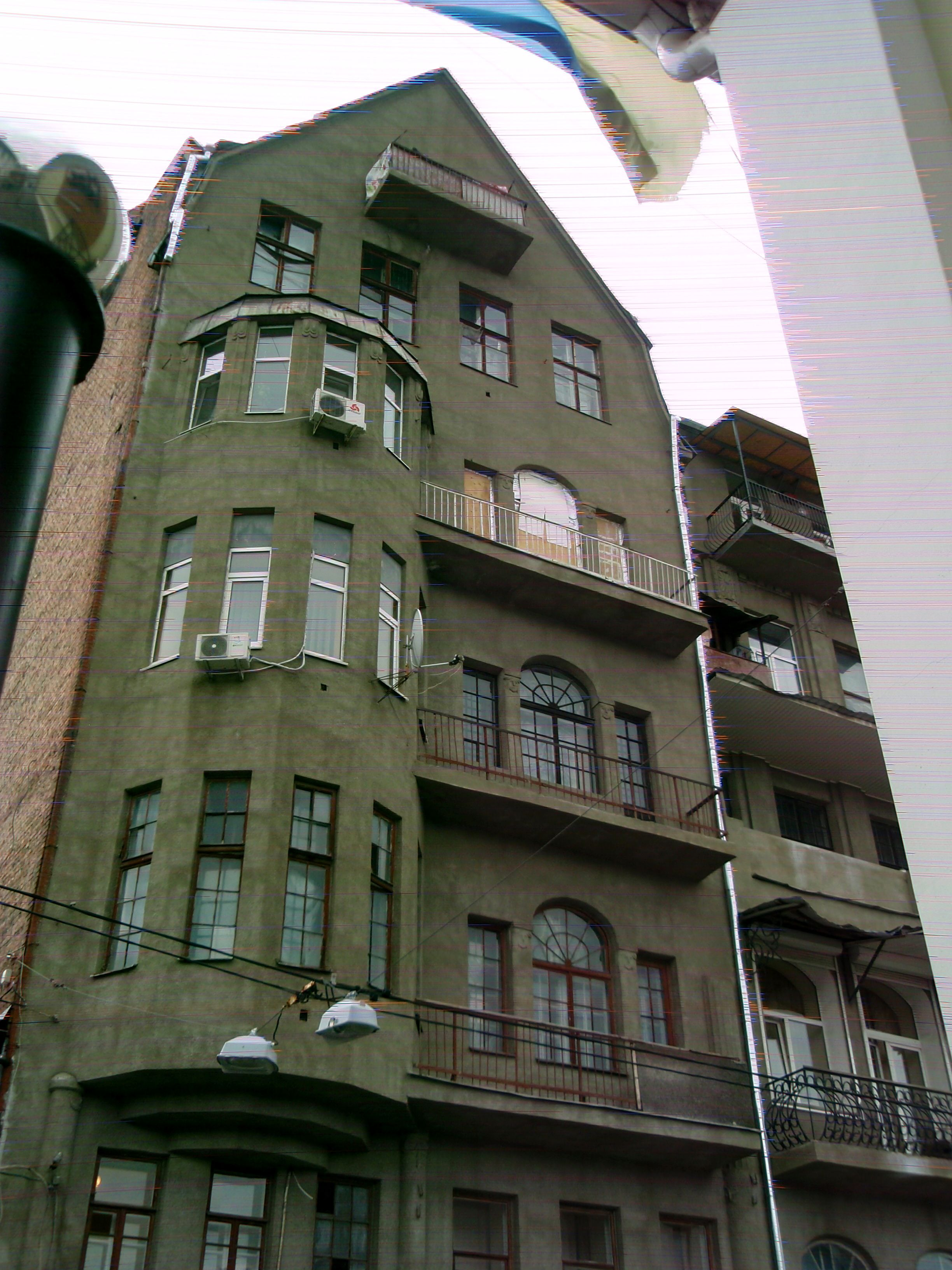
Будинок, де мешкав Естрович В. А. Харків, вул. Римарська, 6

У 1927 році було закінчене масштабне будівництво Другої міської лікарні з садом і парадним двором-курдонером (з використанням стилю неокласики), що нагадувало столичні, міські, палацові споруди 19 ст. (зараз Міська клінічна лікарня № 27).
Після початку німецько-радянської війни не зміг евакуюватися з Харкова через хворобу ніг. Був розстріляний фашистами разом із дружиною у Дробицькому Яру у грудні 1941 року.

## Творчість
За часів Російської Імперії проєктував, переважно, будинки житлового призначення. У 20 — 30-ті роки його об'єктами були медичні заклади. Є автором проєктів поліклінік у Донецьку, Миколаєві, Дніпрі. Багато будинків, споруджених за його проєктами в Харкові, мають статус пам'яток архітектури Харкова.
- 1913 р. — особняк Гольберга по вул. Гольдбергівській, 104. Охоронний № 344. Нині адміністративна будівля.
- 1913 р. — прибутковий будинок по вул. Григорія Сковороди, 65/Німецькому в'їзду, 1. Охоронний № 195.
- 1914 р. — колишній прибутковий будинок братів Кац по вул. Полтавський Шлях, 22. Охоронний № 371.
- 1914 р. — колишній прибутковий будинок Фельдмана і приватна клініка по вул. Полтавський Шлях, 47/49. Охоронний № 283.
- 1914 р. — прибутковий будинок Мошкевича по вул. Сумській, 82. Охоронний № 95.
- 1925—1927 рр. — Друга міська лікарня по просп. Героїв Харкова, 197. Охоронний № 58. Співавтор Лінецький О. В.
- 1928 р. — житловий будинок «Червоний банківець» по вул. Алчевських, 6. Охоронний № 12.
- 1928—1930 рр. — рентгенакадемія по вул. Григорія Сковороди, 82. Охоронний № 16. Співавтор Молокін О. Г.
- 1932 р. — НДІ ендокринології по вул. Алчевських, 10.
- 1935 р. — Інститут гігієни праці по вул. Трінклера, 6. Охоронний № 42.
- 1939 р. — морфологічний корпус Медінституту по просп. Науки, 4. Охоронний № 37. Завершено після смерті автора. Фасад змінено у 1950-х рр. за проєктом Г. Д. Орєхової та П. І. Арєшкіна.

У Дніпрі за його проєктом збудовано будинок Санкт-Петербурзького міжнародного комерційного банку (1911 рік) у неокласичному стилі на розі проспекту Яворницького та вулиці Воскресенської, де зараз розташоване Управління Національного банку України у Дніпропетровській області.

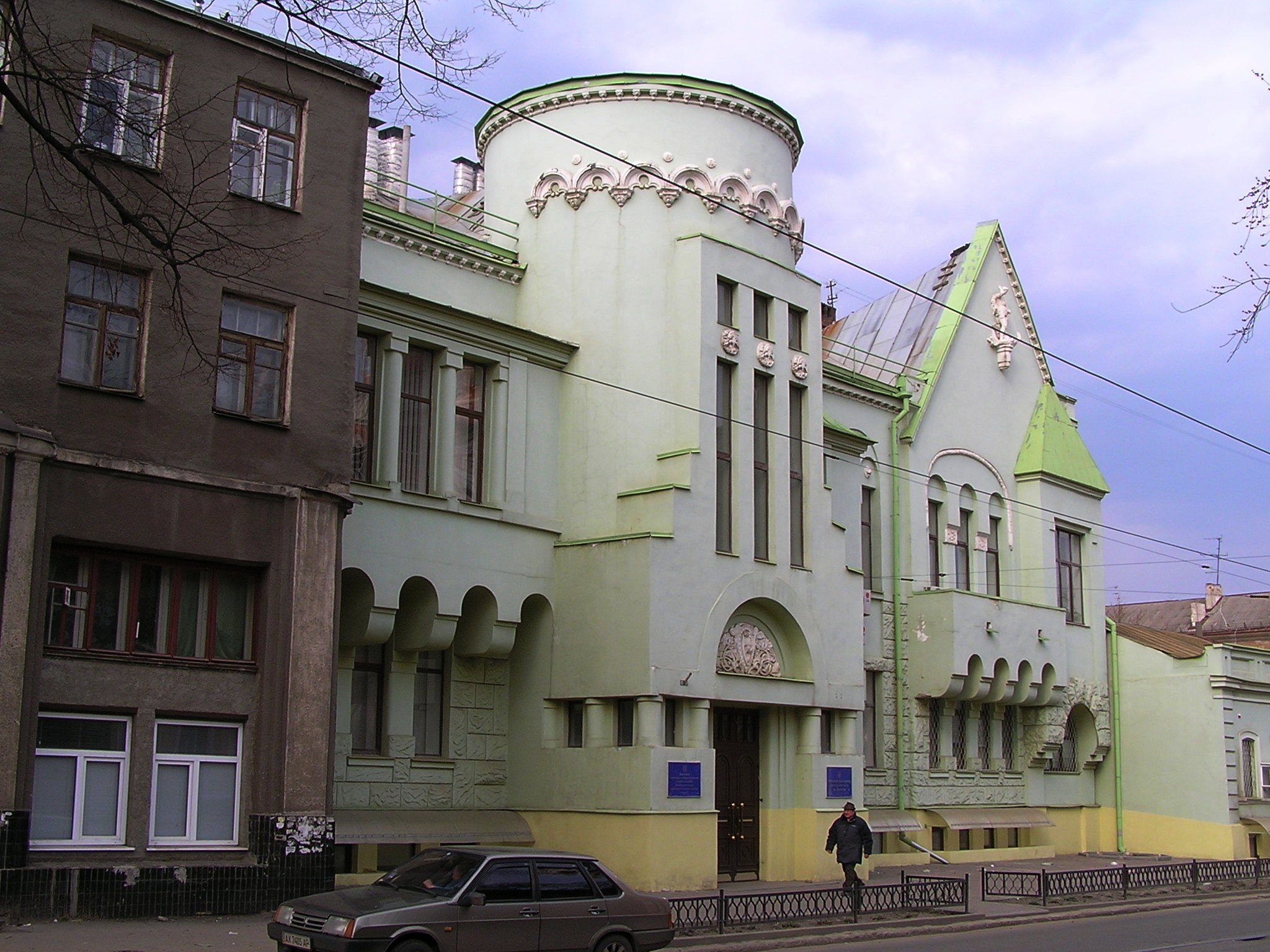
арх. В. А. Естрович. Особняк Гольберга (Харків), 1913 р. побудови
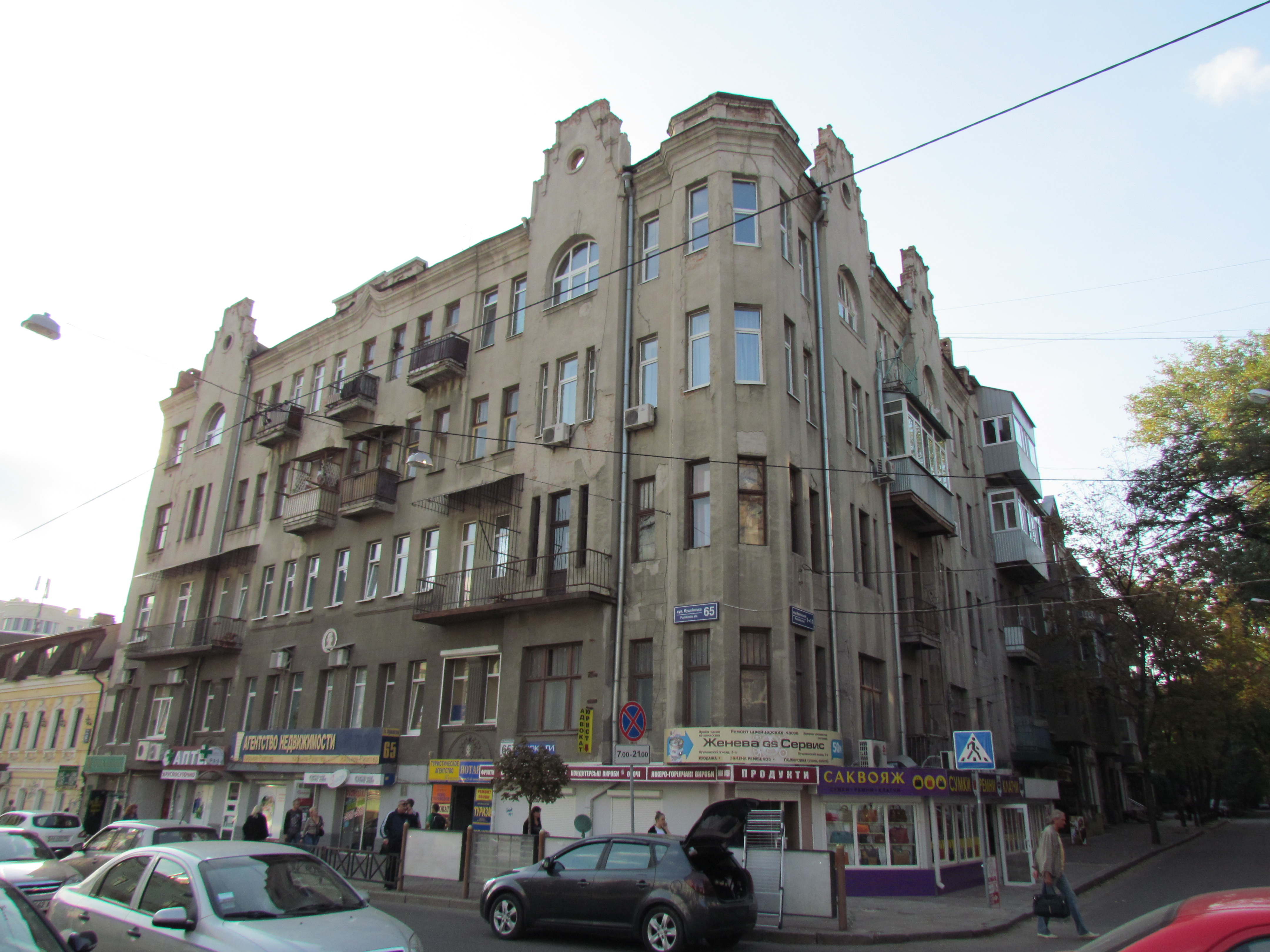
арх. В. А. Естрович. Харків., вул. Григорія Сковороди, 65. Прибутковий будинок, 1913 р.
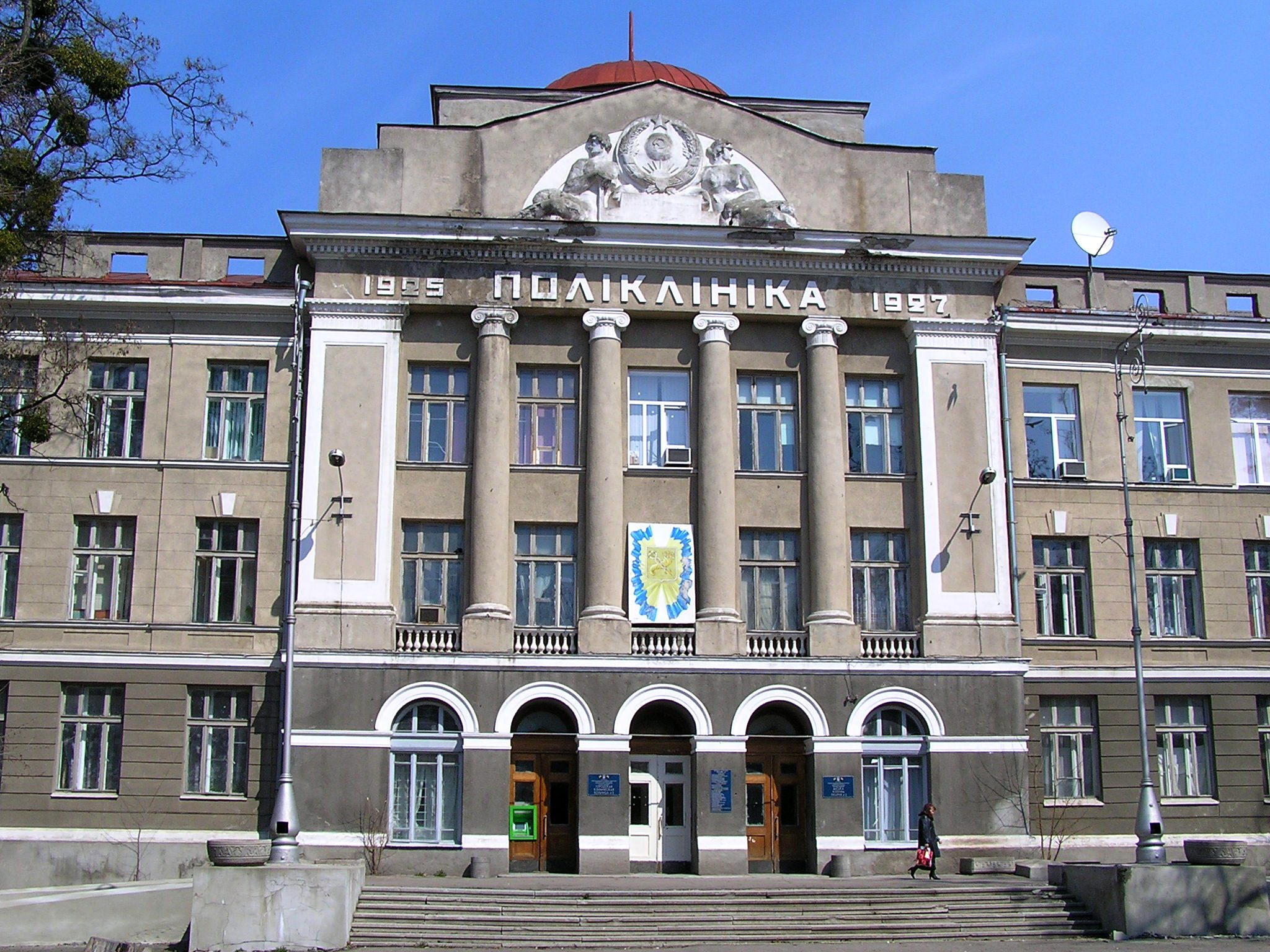
арх. В. А. Естрович, Лінецький О. В. Харків. Друга міська лікарня, 1927 р.
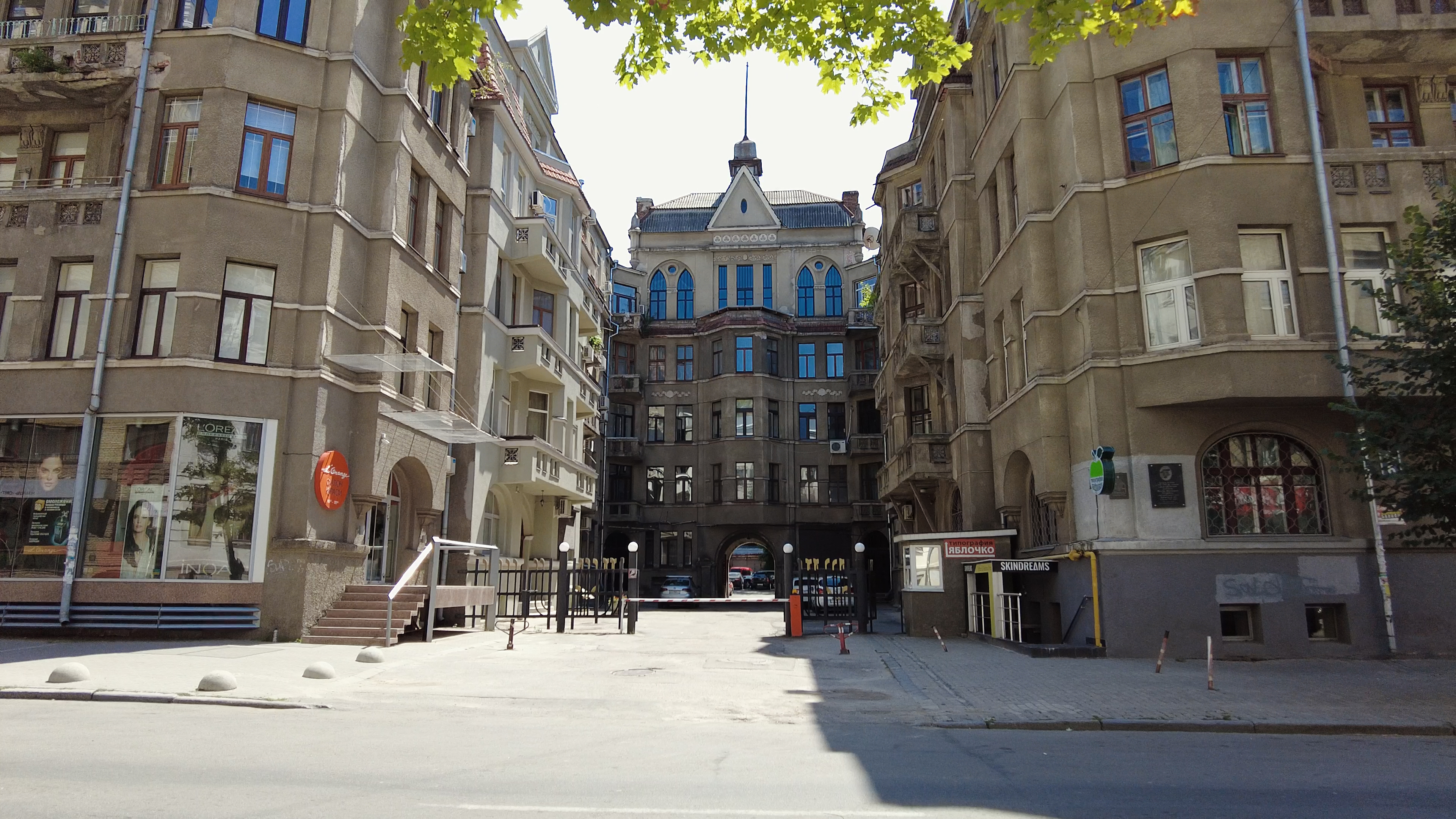
арх. В. А. Естрович. Харків. Житловий будинок «Червоний банківець» 1928 р.
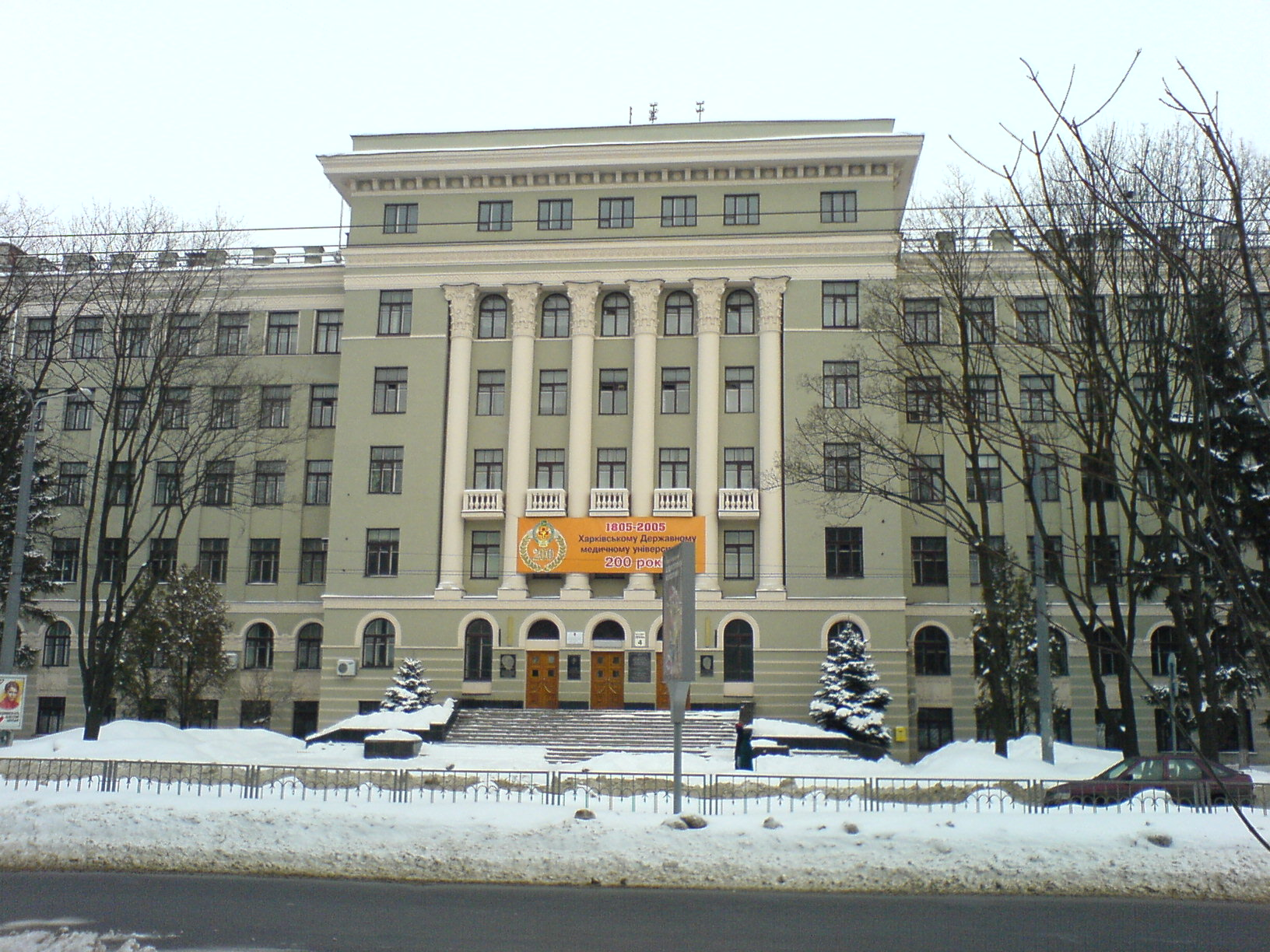
арх. В. А. Естрович. Харків. Морфологічний корпус медінституту, 1939 р.

## Пам'ять

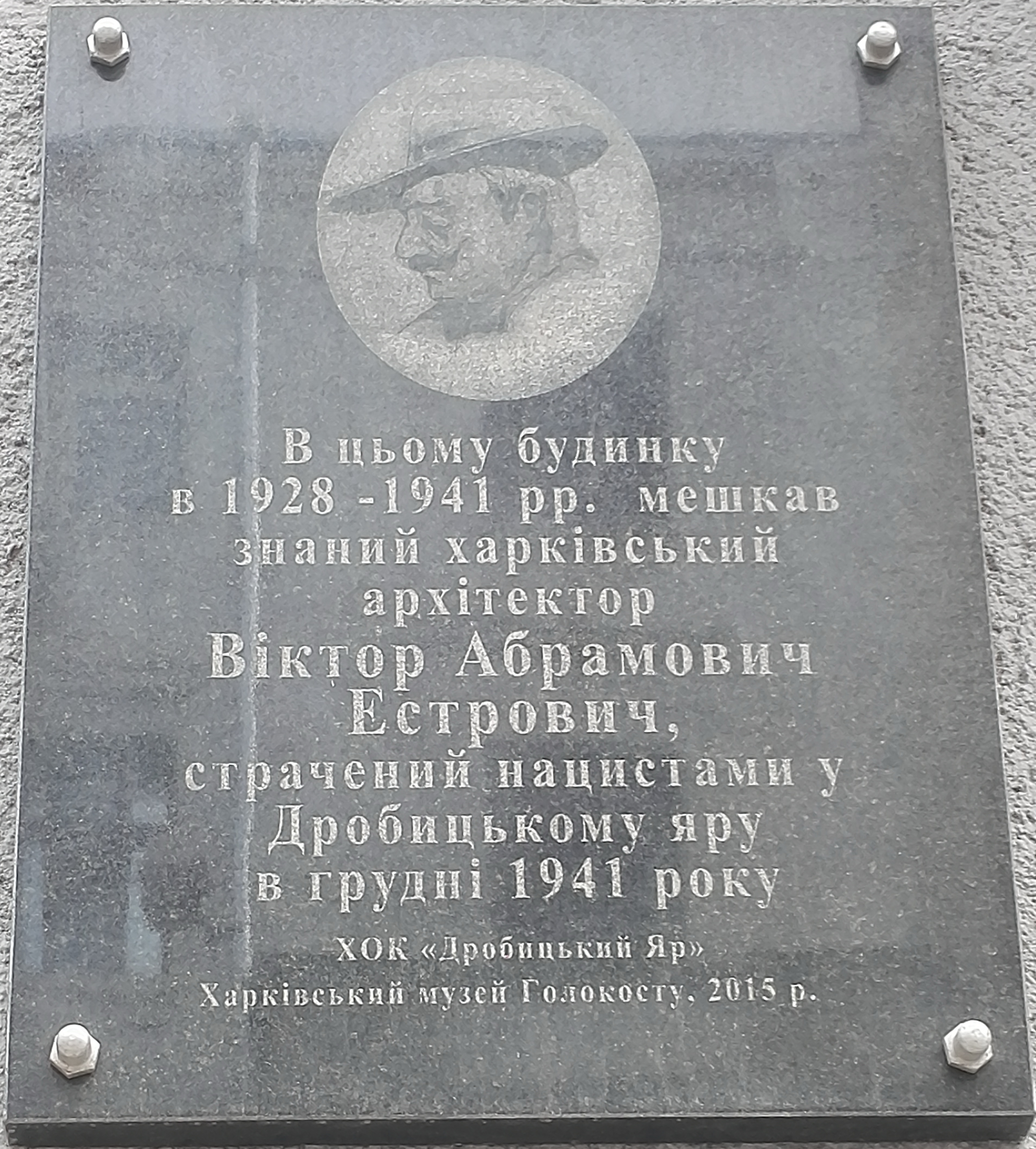
Пам'ятна дошка. Естрович В. А. 2015 р.

У 2015 році, на будинку «Червоний банківець» (Харків, вул. Алчевських, 6), який у 1928 році побудував і де проживав архітектор, відбулося відкриття меморіальної дошки Віктору Естровичу.